# Homalium racemosum
Homalium racemosum, der Traubige Akomasbaum, ist ein Baum in der Familie der Weidengewächse aus dem mittleren bis nördlichen Südamerika, Zentralamerika, bis ins südliche Mexiko und in die Karibik.

## Beschreibung
Homalium racemosum wächst als immergrüner Baum bis über 22 Meter hoch. Der Stammdurchmesser erreicht über 70 Zentimeter. Die glatte Borke ist im Alter leicht rissig bis schuppig.
Die einfachen Laubblätter sind wechselständig und kurz gestielt. Sie sind papierig bis leicht ledrig, bis 15 Zentimeter lang, bis 6 Zentimeter breit, oft kahl bis auf den Adern leicht behaart, grob gekerbt bis gesägt, eiförmig bis verkehrt-eiförmig oder elliptisch und, manchmal abgerundet, spitz bis zugespitzt oder bespitzt. Unterseits sind an den Kerb-, Sägezähnen Drüsen vorhanden. Die Nebenblätter sind abfallend.
Es werden end- oder achselständige, kurze und fein behaarte bis kahle, lockere Trauben gebildet. Die kleinen, kurz gestielten, duftenden und zwittrigen Blüten mit doppelter Blütenhülle sind grünlich-weiß. An einem kleinen, feinrippigen und behaarten Blütenbecher stehen 5–7 ausladende, beidseits behaarte, gleichgefärbte, alternierend kleinere Kelch- und größere, etwa 5 Millimeter lange Kronblätter. Die vielen freien Staubblätter, mit fädigen, behaarten bis kahlen Staubfäden, stehen den Kronblätter, etwa zu dritt bis sechst gruppiert, gegenüber. Der oberseits konische, dicht behaarte bis fast kahle und einkammerige Fruchtknoten ist halboberständig mit 2–4 kurzen, pfriemlichen, kahlen, an der Basis kurz verwachsenen Griffeln mit winzigen Narben. Es sind auffällige, behaarte Nektardrüsen vorhanden.
Es werden meist ein- bis zweisamige und ledrig-holzige, nicht öffnende, etwa 5 Millimeter große Kapselfrüchte in der beständigen, trockenen, etwas vergrößerten, kompletten Blüte gebildet (Scheinfrucht, Anthocarp). Die Samen in der behaarten Fruchtkammer sind ellipsoid, es können auch noch unfruchtbare enthalten sein.

## Verwendung
Das schwere und beständige Holz wird vielfältig genutzt.